# Düzağaç, Doğanyurt
Düzağaç là một xã thuộc huyện Doğanyurt, tỉnh Kastamonu, Thổ Nhĩ Kỳ. Dân số thời điểm năm 2008 là 844 người.